# Rue de Pazzi
La rue de Pazzi est une rue du quartier de Bellecour située sur la presqu'île dans le 2e arrondissement de Lyon, en France.

## Situation et accès
Elle est coupée en deux par la place des Célestins. La rue commence rue d'Amboise avec une circulation qui se fait dans le sens inverse de la numérotation. Il y a ensuite la place des Célestins, puis la rue continue pour se terminer rue de Savoie avec un stationnement réservé au déchargement de marchandises.

## Origine du nom
La rue doit son nom à la maison de Pazzi, une des grandes familles de Florence. Ce nom est donné à la suite d'une mauvaise interprétation des historiens. Une légende voulait qu'après la conjuration des Pazzi, la famille florentine des Pazzi est forcée à l'exil et s'installe à Lyon près du couvent des Célestins dont ils sont les bienfaiteurs, et ont leurs tombeaux dans la chapelle des religieux. Marie de Médicis, voyant le tombeau lors d'un voyage à Lyon l'aurait fait détruire. Plusieurs historiens comme André Steyert ont démontré qu'il n'y avait aucun fond de vérité dans cette histoire.
Il existe la graphie « Rue Pazzi », et « Rue de Pazzi ».

## Histoire
Lorsque le couvent des Célestins est supprimé, des rues sont ouvertes sur l'emplacement de l'ancien couvent et de ses dépendances dont la rue de Pazzi. Les architectes ont initialement prévus des passages couverts et leurs plans changent en 1807 pour prévoir des rues. A ce moment, la municipalité impose aux promoteurs les règles de voirie sur ces rues.
Adolphe Vachet cite l'existence d'un Passage Pazzi de la rue Port-du-Temple à la rue Pazzi. 
Entre 2023 et 2024, la portion nord de la rue, comprise entre la place des Célestins et la rue de Savoie, est piétonnisée et végétalisée. 

## Galerie

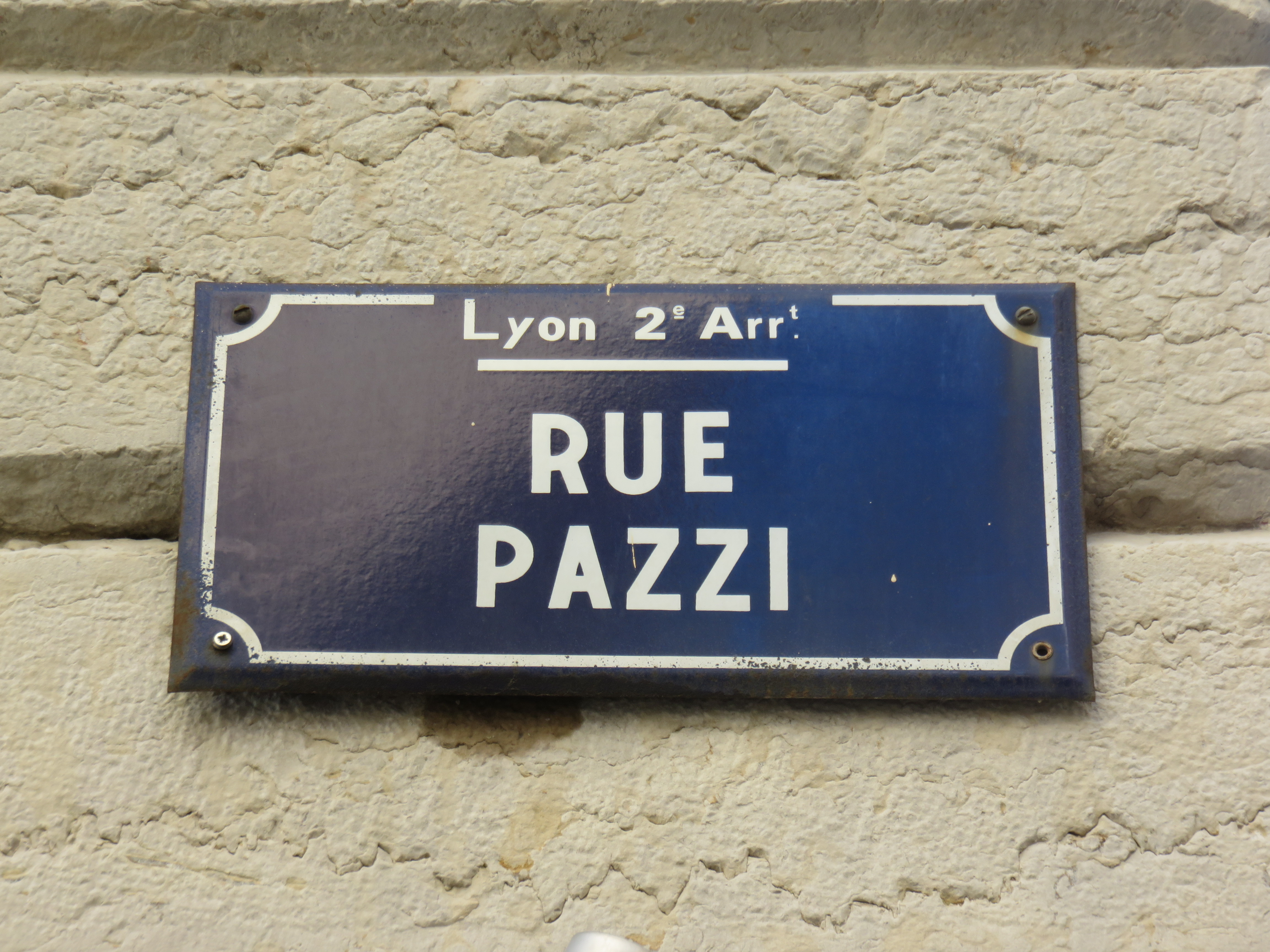
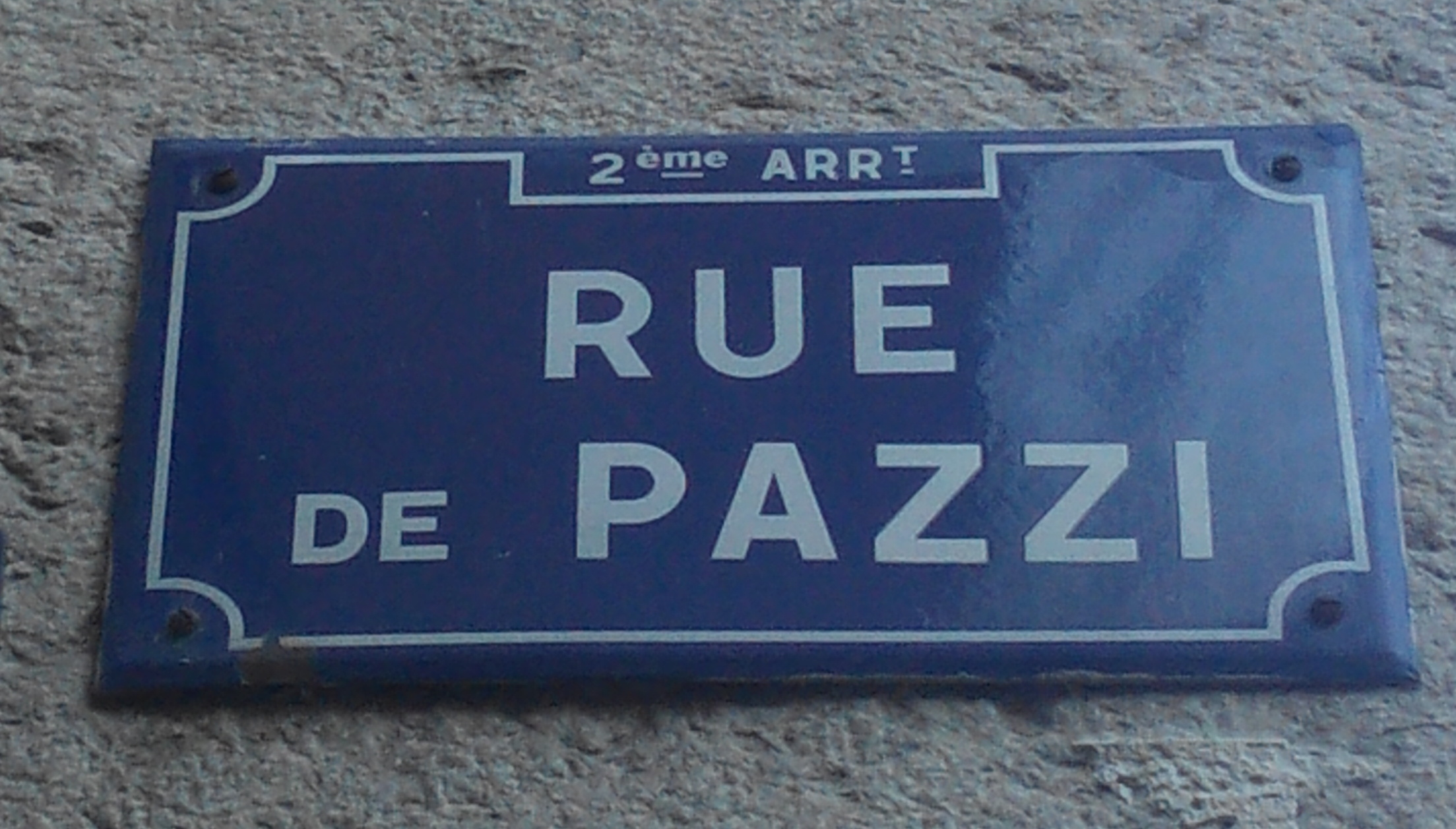
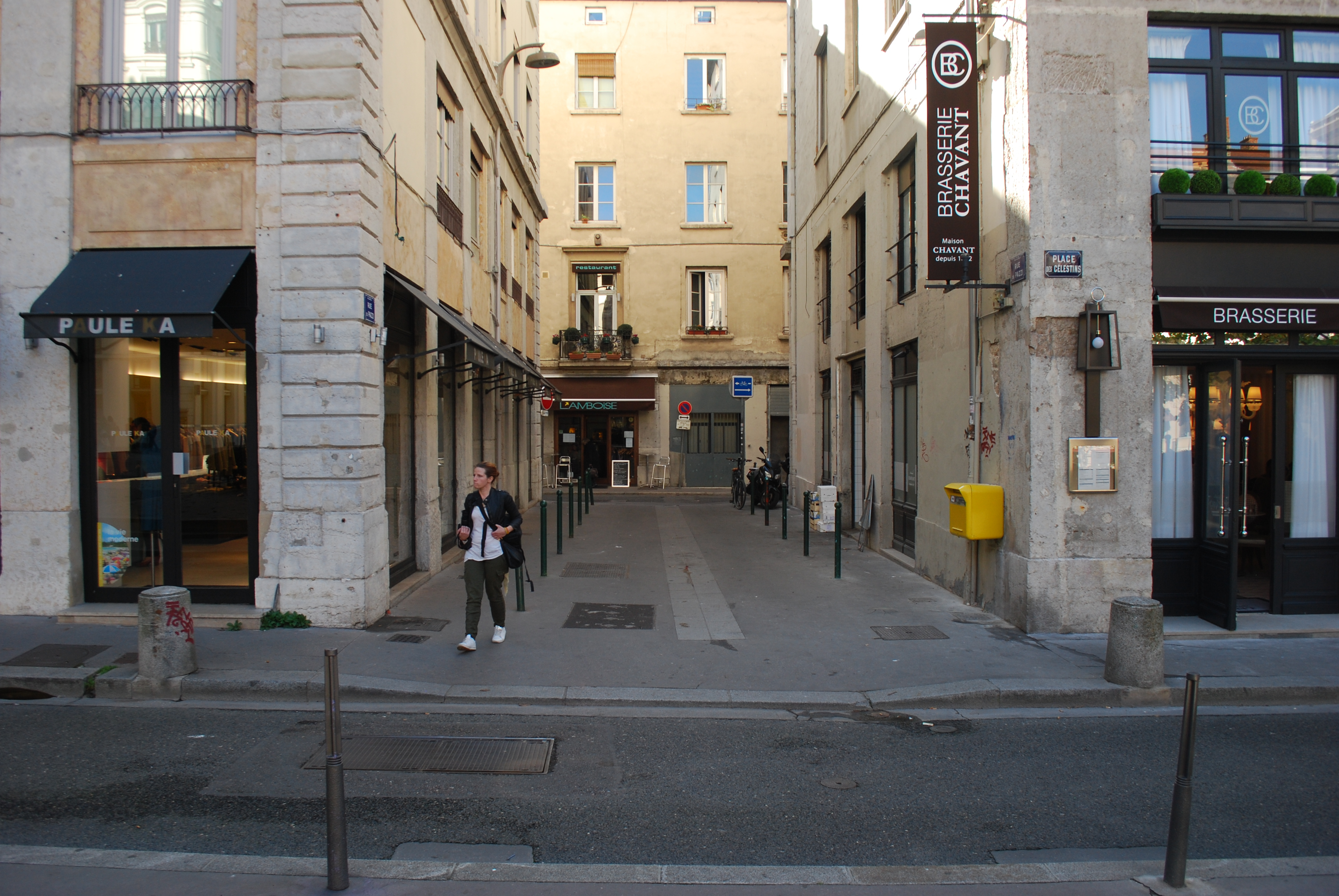
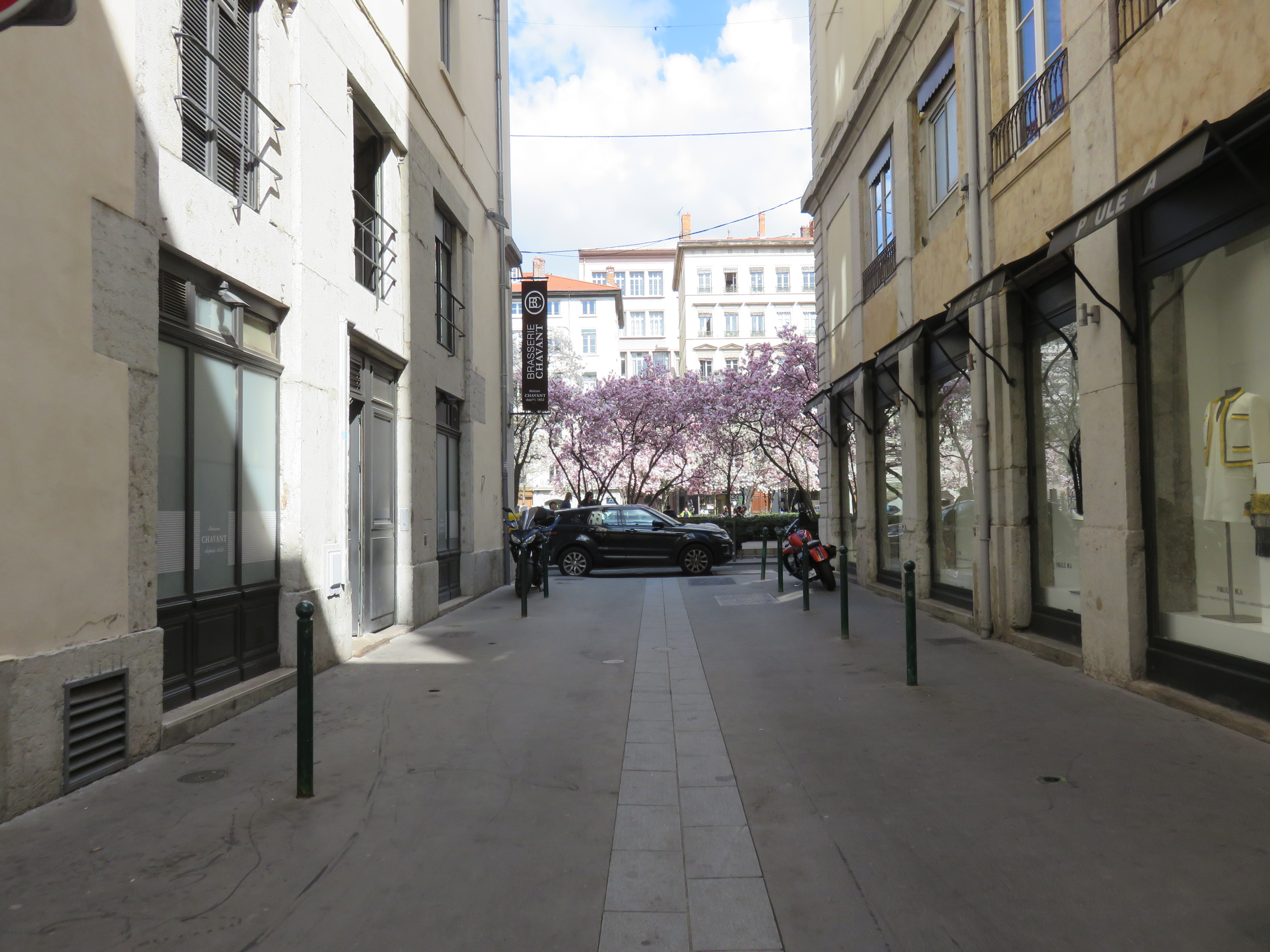